# Ostap Łynda
Ostap Roman Łynda ps. „Jarema” (ur. 17 marca 1913 w Nakonecznym koło Jaworowa, zg. 24 listopada 1944 koło wsi Krasne koło Rożniatowa) – ukraiński działacz niepodległościowy, nacjonalista, major Ukraińskiej Powstańczej Armii.
Przed wojną był działaczem Płastu (17 kureń im. Drahomanowa). Należał do Ukraińskiej Organizacji Wojskowej i Organizacji Ukraińskich Nacjonalistów. W 1933 aresztowany za działalność w OUN.
W 1941 był dowódcą plutonu w batalionie „Nachtigall”, od grudnia 1941 do grudnia 1942 w 201 batalionie Schuma. W 1943 został mianowany referentem wojskowym obwodowego zarządu OUN-B we Lwowie. Aresztowany przez władze niemieckie, przebywał w więzieniu. Pod koniec 1943 został dowódcą II WO Buh (do kwietnia 1944), następnie zajmował stanowisko zastępcy dowódcy szkoły oficerskiej UPA „Ołeni”.
Zginął w walce z NKWD.